# Thaing
Thaing (absoluter Kampf) ist der Begriff, der die Kampfkünste des alten Birma zusammenfasst. Dazu gehören u. a.
- Bando (Birmanische Selbstverteidigung): Komplettes Kampfsystem mit (Schlägen, Tritten, Griffen, Würfen usw.)
- Banshay (Birmanische Waffenkünste)
- Lethwei (Birmanisches Boxen)
- Naban (Birmanisches Ringen)

Thaing ist damit das Pendant zum japanischen Budo, dem koreanischen Mudo, dem chinesischen Wushu und den Filipino Martial Arts.